# Polyphylla jessopi
Polyphylla jessopi är en skalbaggsart som beskrevs av De Wailly 1997. Polyphylla jessopi ingår i släktet Polyphylla och familjen Melolonthidae. Inga underarter finns listade i Catalogue of Life.